# Sverresborg IF
Le Sverresborg Idrettsforening ou Sverresborg IF est un club sportif norvégien de handball, football et basketball, fondé en 1931, et basé à Trondheim.
Il est particulièrement réputé pour sa section de handball féminin.

## Section handball féminin

### Palmarès
Compétitions nationales
- Championnat de Norvège
  - vainqueur (2) : 1981 et 1983
  - deuxième (1) : 1986
- Coupe de Norvège
  - vainqueur (3) : 1983, 1984, 1985
  - finaliste (2) : 1977, 1989

### Joueuses célèbres
- Marte Eliasson
- Hanne Hogness
- Vibeke Johnsen
- Karin Singstad
- Ingrid Steen